# Ши-тцу
Ши-тцу́ (собака-лев, собачка-хризантема) — одна из древнейших пород собак. В русском языке встречаются также названия ши-тсу, шитцу, ши-цзы. Корни ши-тцу происходят из Китая. До 1920-х годов собачки породы ши-тцу были запретными собачками двора китайского императора. Ошибочно считать, что название породы с китайского языка shi zi (пиньинь) (狮子, шицзы) переводится как «львёнок». Более правильный перевод «собачка-красавица» 西施犬, xīshīquǎn (пиньинь), сишицюань (палл.) по имени красавицы Си Ши, одной из Четырёх великих красавиц Древнего Китая.

## История породы
Ши-тцу считается традиционно китайской собакой. Одной из родин ши-тцу считается Тибет. В 1653 году тибетский далай-лама подарил китайскому императору несколько собак ши-тцу, которые превратили ши-тцу в запретную породу, принадлежащую исключительно императорской семье. В качестве подарка император иногда дарил самым высокопоставленным чиновникам ши-тцу. Если же ши-тцу доставались людям незаконным путём, то этих людей казнили. После прихода к власти Компартии отношение к породе резко изменилось. Сторонники нового режима восприняли декоративных собак как часть ненавистного монархического прошлого и принялись нещадно их истреблять.  По некоторым документам считается, что в Тибет ши-тцу пришли из Византии в начале VII века, то есть порода имеет европейские корни. В точности родина ши-тцу не выяснена.
По разным гипотезам и генетическим исследованиям предполагается, что ши-тцу был получен в результате скрещивания пород лхасский апсо и пекинес. Существуют также другие гипотезы, но ни одна не признана достоверной. В частности, по данным генетических исследований, считается одной из древнейших пород на земле. Часто их называют «хризантемными собачками» потому, что шерсть на их мордочке напоминает цветок хризантемы.
Существует также легенда, что Будду сопровождала в пути маленькая собачка (т. н. «ха-па»), готовая в любой момент превратиться в огромного льва на защиту хозяина или для того, чтобы Будда ездил на ней. Считается, что собачкой был именно ши-тцу.

### Появление в Европе
В Европу ши-тцу попал из Китая в конце 1930-х годов благодаря норвежскому послу, которому сука ши-тцу по кличке Лэйдза досталась в подарок. Чтобы получить потомство, он использовал свои связи и приобрёл ещё пару кобелей ши-тцу. Вернувшись на родину, он занялся разведением неизвестной никому в Европе породы. Первых «львят» вывезли в период с 1930 по 1932 год в Англию и Норвегию. Еще около десятка животных покинуло Китай в промежутке между 1932 и 1959 годами. 
Первый клуб ши-тцу был создан в Великобритании в 1934 году. Порода была официально признана Кеннел-клубом (Великобритания) 7 мая 1940 года, а первый современный стандарт разработан в 1948 году.

## Внешний вид
Ши-тцу — небольшая лохматая собака с длинной шерстью. Наряду с мальтийской болонкой и афганской борзой, ши-тцу обладает самой длинной шерстью относительно размера тела.
Голова крупная, округлая, широкая, широко расставленные глаза. На голове копна из шерсти, длинные борода и усы, на носу — растущая вверх шерсть, которая и создаёт эффект хризантемы. Не мешает собаке видеть. Переход ото лба к морде выраженный. Нос чёрный, но тёмно-коричневый у коричневых и с коричневыми пятнами собак. Кончик мочки носа должен находиться на одной линии или чуть ниже края нижнего века глаза. Спинка носа прямая или слегка курносая. Широко открытые ноздри. Опущенная мочка носа крайне нежелательна, так же, как и суженные ноздри. Морда достаточно широкая, квадратная, короткая, без морщин, плоская и покрытая шерстью. Длина — около 2,5 см от кончика носа до стопа. Пигментация морды непрерывная, насколько возможно. Губы не сырые. Челюсти широкие, небольшой перекус или прямой прикус (клещевой прикус, край в край). Глаза крупные, тёмные, округлые, не выпуклые, достаточно широко расставленные. С теплым выражением. У коричневых или с коричневыми пятнами собак допустимы более светлые глаза. Белки глаз не видны (не всегда). Уши крупные, с длинным ушным полотном, висячие. Посажены несколько ниже макушки, обильно покрыты украшающим волосом, так что сливаются с шерстью на шее. Шея пропорциональная, красиво изогнутая. Достаточной длины, чтобы гордо держать голову.
Расстояние между холкой и основанием хвоста больше, чем высота в холке. Спина прямая, плавно переходящая к хвосту. Поясница хорошего сцепления, прочная. Грудь широкая и глубокая и хорошо опущенная. Хвост роскошно одетый, держится весело, будучи перевёрнутым на спину. Высоко посажен. В высоту приблизительно на уровне черепа, что придаёт собаке сбалансированность. Плечи прочные, наклонные назад. Ноги короткие и мускулистые с хорошим костяком, прямые насколько возможно, согласуются с широкой, хорошо опущенной грудью. Передние лапы округлые, прочные. Бёдра округлые и мускулистые. Задние лапы округлые, прочные, с хорошими подушечками. Обильно покрыты шерстью.
Покровный волос длинный, плотный, не курчавый, с умеренным подшёрстком, не пушистый. Лёгкая волна допускается. Длина шерсти не должна ограничивать движения. Обычно ши-тцу разноцветные, преобладают сочетания белого, серого коричневого и чёрного цвета, иногда рыжего. Крайне редко бывают почти полностью чёрные особи. Иногда можно встретить белых ши-тцу с примесью ванильного цвета (самые яркие ши-тцу), неопытный человек может спутать их с мальтийскими болонками. Окрас: бело-рыжие, бело-золотые, бело-рыжий в маске, рыжий в маске, чёрно-белый, бело-чёрный, чёрный окрас, чёрно-подпалый, бело-голубой, голубой окрас, тигровый, белый, кремовый, серый, коричневый («печёночный»). На бородке также есть белая шёрстка, которая называется «метка Будды».
Шерсть требует ежедневной чистки, чтобы избежать путаницы. Из-за их длинной шерсти и быстрорастущих волос необходим регулярный уход, который может быть дорогостоящим. Часто длину шерсти сокращают, чтобы упростить уход. Разрешается стрижка шерсти вокруг ног и заднего прохода. Более короткая стрижка обычно называют «стрижкой щенка» или «стрижкой плюшевого мишки».
Высота в холке — не более 27 см, вес — от 4,5 до 8 кг. Идеальный вес — 4,5—7,5 кг.
Согласно опросу британского Клуба собаководства, средняя продолжительность жизни ши-тцу составляет 13 лет и 2 месяца, при этом большинство из них живут от 10 до 16 лет. Самым долгоживущим ши-тцу считается Смоки из Флориды, который дожил до 23 лет.

## Темперамент
Собаки из породы ши-тцу, несмотря на свой крайне красивый, игрушечный и декоративный вид, не являются декоративными собаками. Ши-тцу — собака-компаньон с необычным характером. У ши-тцу дома чаще не бывает ярко выраженного хозяина, они разделяют любовь между всеми членами семьи. Ши-тцу не любят одиночество и неотступно следуют за своими хозяевами, куда бы они ни пошли. Даже уснув, при любом передвижении хозяина ши-тцу не ленятся проснуться, встать и следовать за своим хозяином. Благодаря своей привязанности к людям ши-тцу являются идеальными спутниками для пожилых и одиноких людей.
Ши-тцу сильно привязаны к людям, в жизни они обращают больше внимания и проявляют больший интерес к людям, чем к собакам. Также они очень любят детей.
Ши-тцу являются крепкими собаками, имеют крепкое телосложение и могут передвигать большой вес сообразно их телосложению, особенно если сравнить их силовые показатели с собаками аналогичных размеров. Несмотря на свою крепость, охранными собаками они не являются из-за небольших размеров и ласкового и дружелюбного характера.
Щенки и молодые ши-тцу являются хорошими спутниками для самых маленьких детей из-за того, что они воспринимают их как себе подобных и стремятся играть с ними. В зрелом возрасте их длинная шерсть может доставлять им и их владельцам немалые хлопоты и проблемы. Ши-тцу поддаются обучению и могут справлять нужду в лотке. Тем не менее с ними очень важно регулярно гулять. Хотя часто ши-тцу считают молчаливыми собаками, они громко лают, причем иногда с раннего возраста. Когда хозяин оставляет их дома в одиночестве, уход хозяина обычно сопровождается несколькоминутным скулением и плачем, но не лаем. Ши-тцу очень игривые и способны долго без устали бегать и играть с хозяином, хотя встречаются и более спокойные особи.